# Swan Valley
Swan Valley – miasto w Stanach Zjednoczonych, w stanie Idaho, w hrabstwie Benewah.